# Ribadelago Nuevo
Ribadelago Nuevo (en senabrés Riballagu Nuevu) es una localidad española del municipio de Galende, en la provincia de Zamora y la comunidad autónoma de Castilla y León.

## Geografía
Se encuentra ubicado en la comarca de Sanabria, al noroeste de la provincia de Zamora. Pertenece al municipio de Galende, junto con las localidades de Cubelo, Galende, Ilanes, Moncabril, Pedrazales, El Puente, Rabanillo, Ribadelago, San Martín de Castañeda y Vigo.
Ribadelago Nuevo se encuentra situado en pleno parque natural del Lago de Sanabria, el mayor lago de origen glaciar de España, además de un espacio natural protegido de gran atractivo turístico.

## Historia

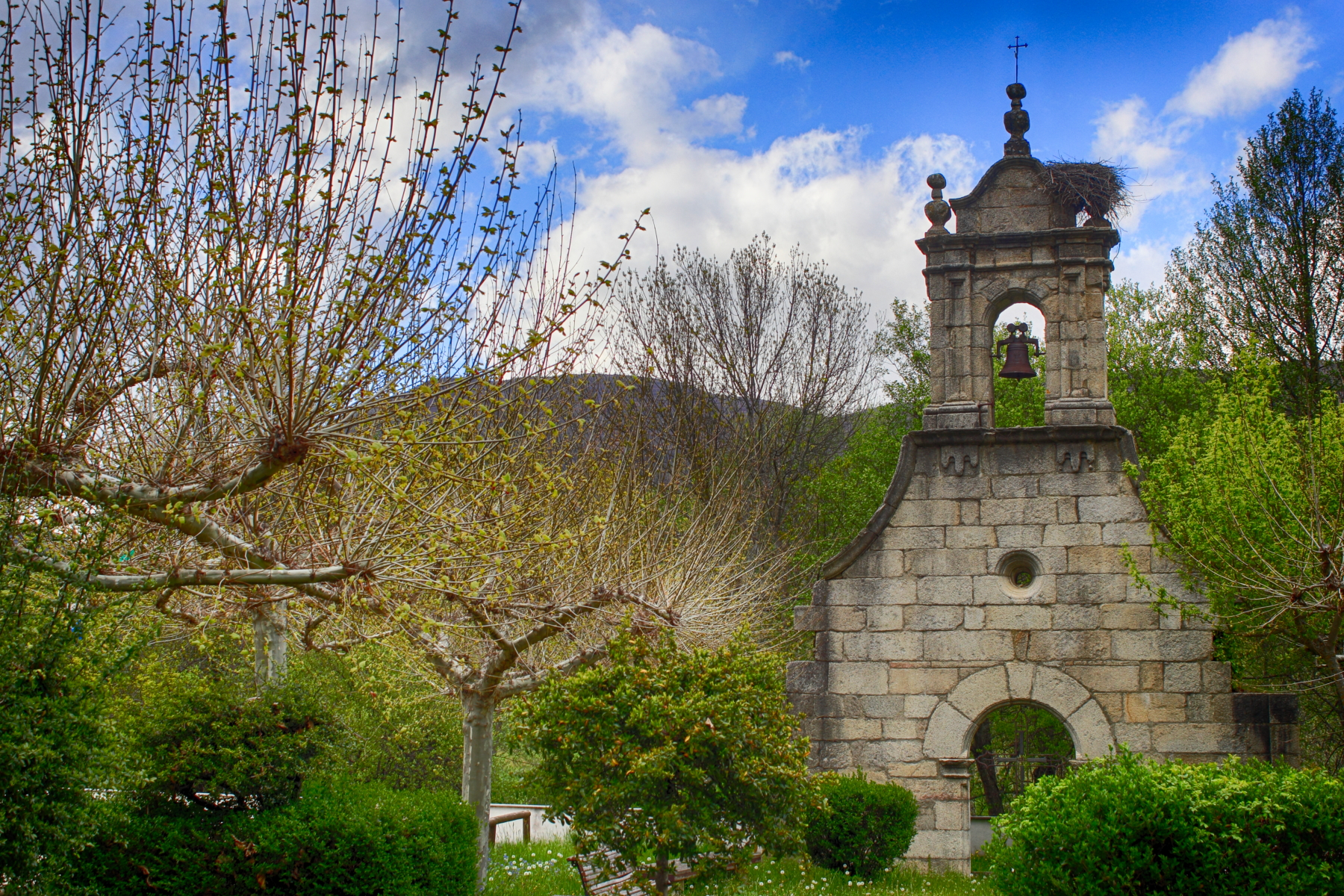
Portada de la iglesia del antiguo Ribadelago, trasladada hasta Ribadelago Nuevo tras la catástrofe del 9 de enero de 1959.

El pueblo fue creado ex novo por el Gobierno franquista tras producirse la catástrofe de Ribadelago, cuando la rotura repentina de la presa de Vega de Tera el 9 de enero de 1959 destruyó parte del pueblo antiguo, matando a 144 personas.
Ante la magnitud del desastre, el Gobierno decidió construir un pueblo nuevo cerca del antiguo Ribadelago, dando a la nueva localidad el nombre de Ribadelago de Franco, posteriormente rebautizado como Ribadelago Nuevo.
En las afueras de la localidad, en la salida hacia el pueblo antiguo, se encuentra La Cabaña, oficialmente Albergue nacional de pescadores de Ribadelago de Franco, que ostentó el récord de hotel más pequeño de la red de paradores nacionales de turismo con sólo cinco habitaciones. Funcionó desde 1965 a 1972 y en la actualidad pertenece a la Diputación provincial de Zamora y se baraja la posibilidad de destinarlo a Centro de la Memoria de la Tragedia.